# Anne Bancroft
Anne Bancroft (Bronx, New York, 1931. szeptember 17. – New York, New York, 2005. június 6.) Oscar- és Golden Globe-díjas olasz származású amerikai színésznő.

## Életpályája
Elvégezte az American Academy of Dramatic Arts tanfolyamát. Hollywoodban 1952-ben mutatkozott be. A 20th Century Fox gyár hívta meg, majd 1958-ban a Booth Theatre-ben William Gibson náluk is játszott Libikóka című kétszereplős darabjában Gittel Moscát alakította. Ezt követően két évig a Playhouse Theatre-ben Gibson egy másik művében, A csodatevőben remekelt. 1960-ban csillagot kapott a Hollywood Walk of Fame-en. 1963-ban újabb parádés feladat várta: Bertolt Brecht Kurázsi mamájának címszerepe. Az 1970-es, 1980-as években is folyamatosan dolgozott. Az 1990-es években is folytatta a filmezést.

## Munkássága
Első nagy sikerét Ivan Szergejevics Turgenyev Tavaszi vizek című művének televíziós változatában aratta, s ennek eredményeképpen a televízióhoz is leszerződött. Több műsorban, így a Frank Sinatra, a Percy Como és a Bob Hope Show-ban állt a kamerák elé. Főszerephez jutott A Goldbergek, a Bizonytalanság és a Veszély című tévéfilmekben is. Az amerikai színpad egyik legnagyobb, legegyénibb tehetségeként tartották számon. Tehetségéhez méltóan a kamera előtt eddig leginkább színpadi sikere, A csodatevő (1962) filmváltozatában szerepelt. Szerepet kapott David Lynch klasszikus filmjében, Az elefántemberben (1980) is. Anthony Hopkins partnere volt az Egy ház Londonban (1987) című filmben, amelyért a legjobb női főszereplőnek ítélt BAFTA-díjat kapta meg. Az 1990-es évektől olyan színészekkel játszott együtt, mint például Nicolas Cage, Sandra Bullock, Nicole Kidman, Bridget Fonda és Jodie Foster.

## Magánélete
1953–1957 között Martin May volt a férje. 1964–2005 között Mel Brooks (1926-) komikus volt a párja. Egy fiuk született: Max Brooks (1972) forgatókönyvíró.

## Filmszerepei
- Studio One (1950–1951)
- Lux Video Theatre (1950–1957)
- Ne is kopogtass! (1952)
- Demetrius és a gladiátorok (1954)
- Climax! (1956–1957)
- The Alcoa Hour (1956–1957)
- A csodatevő (1962)
- Tökmagevő (1964)
- Gyenge cérna (1965)
- Hét asszony (1966)
- Diploma előtt (1967)
- A fiatal Churchill (1972)
- Fényes nyergek (1974)
- A Második utca foglyai (1975)
- Ajakrúzs (1976)
- Bombasiker (1976)
- A názáreti Jézus (1977)
- Fordulópont (1977)
- A Sógun (1980)
- Az elefántember (1980)
- Marco Polo (1982)
- Lenni vagy nem lenni (1983)
- És megszólal Garbo (1984)
- Ágnes, az Isten báránya (1985)
- Jóccakát, anya! (1986)
- Egy ház Londonban (1987)
- Kakukktojás (1988)
- Első állomás: Las Vegas (1992)
- Szerelmi bájital (1992)
- A bérgyilkosnő (1993)
- Bűvölet (1993)
- Mr. Jones - Jogában áll meghalni (1993)
- A kortalan hős (1994)
- A Simpson család (1994)
- A szerelem színei (1995)
- Egy békés családi ünnep (1995)
- Drakula halott és élvezi (1995)
- Hajsza a Nap nyomában (1996)
- G. I. Jane (1997)
- Fájó gondviselés (1997)
- Szép remények (1998)
- Z, a hangya (1998)
- Ég velünk! (2000)
- Gyilkosság a villában (2000)
- Menedék a halálból (2001)
- Szívtiprók (2001)
- Tavasz Rómában (2003)
- Félig üres (2004)

## Fontosabb díjai
Oscar-díj
- 1963 díj: legjobb női főszereplő (A csodatevő)

Golden Globe-díj
- 1965 díj: legjobb női főszereplő – filmdráma (Tökmagevő)
- 1968 díj: legjobb női főszereplő – filmmusical vagy vígjáték (Diploma előtt)

BAFTA-díj
- 1963 díj: legjobb női főszereplő (A csodatevő)
- 1965 díj: legjobb női főszereplő (Tökmagevő)
- 1988 díj: legjobb női főszereplő (Egy ház Londonban)

Cannes-i fesztivál
- 1964 díj: legjobb női alakítás díja (Tökmagevő)